# كريس تشارلز
كريس تشارلز (بالإنجليزية: Christien Charles)‏ (23 فبراير 1981 بميلواكي في الولايات المتحدة - ) هو لاعب كرة سلة أمريكي في مركز الوسط. لعب مع Hi-Tech Basketball Club ‏.

## وصلات خارجية
- كريس تشارلز على موقع كرة السلة الأوروبية.كوم (الإنجليزية)
- كريس تشارلز على موقع كلية كرة السلة في سبورتس رفرنس.كوم (الإنجليزية)
- كريس تشارلز على موقع ريلجم (الإنجليزية)
- كريس تشارلز على موقع بروبوليرز (الإنجليزية)

1. ↑   https://basketball.realgm.com/player/wd/Summary/1816. اطلع عليه بتاريخ 2024-02-17. {{استشهاد ويب}}: |url= بحاجة لعنوان (مساعدة) والوسيط |title= غير موجود أو فارغ (من ويكي بيانات) (مساعدة)
2. ↑  College Basketball at Sports-Reference.com، QID:Q100311335